# Sofia Doroteia de Brunsvique-Luneburgo
Sofia Doroteia de Brunsvique-Luneburgo (Celle, 15 de setembro de 1666 – Ahlden, 13 de novembro de 1726) foi a esposa repudiada de Jorge Luís, Príncipe-Eleitor de Hanôver, futuro rei Jorge I da Grã-Bretanha. Eles se casaram em 1682 numa união arranjada, instigada pelas maquinações dos pais de Jorge, Ernesto Augusto, Eleitor de Hanôver e Sofia de Hanôver. Ela é mais lembrada por seu suposto caso com o conde Philip Christoph von Königsmarck; Sofia Doroteia e Jorge acabaram se divorciando e ela ficou aprisionada no Castelo de Ahlden pelos últimos trinta anos de sua vida.

## Família e casamento
Sofia Doroteia nasceu no dia 15 de setembro de 1666, sendo a única filha do duque Jorge Guilherme de Brunsvique-Luneburgo e da sua esposa, Leonor Desmier d'Olbreuse, condessa de Williamsburg, uma huguenote, filha de Alexandre II d'Esmiers, marquês de Olbreuse. O casamento só se tornou oficial em 1676, uma vez que antes a união tinha sido morganática.
Houve negociações para um casamento entre Sofia e o futuro rei da Dinamarca, mas a mãe deste desistiu da ideia influenciada pela duquesa Sofia de Hanôver (a sua futura sogra). Outro noivado com o duque de Wolfenbüttel também foi quebrado depois da duquesa Sofia ter convencido o seu cunhado, o pai de Sofia, da vantagem de a ter casada com o seu filho. Esta conversa aconteceu no dia em que o noivado de Sofia Doroteia com o duque ia ser anunciado.
Quando soube da mudança de planos e quem seria o seu futuro marido, Sofia Doroteia gritou que "não me vou casar com aquele focinho de porco!" (um nome pelo qual o príncipe era conhecido em Hanôver) e atirou uma miniatura de Jorge que lhe tinha sido oferecida pela duquesa Sofia contra a parede. Forçada a encontrar-se com ele pelos pais, Sofia desmaiou nos braços da mãe quando foi apresentada à sua futura sogra e voltou a desmaiar quando foi apresentada a Jorge.
No dia 22 de novembro de 1682, Sofia Doroteia casou-se com o seu primo, Jorge Luís, que herdou o principado de Lüneburg após a morte do seu sogro e tio, Jorge Guilherme, em 1705 e também os reinos da Grã-Bretanha e da Irlanda, tornando-se rei Jorge I através do parentesco da sua mãe, que era uma neta do rei Jaime I.

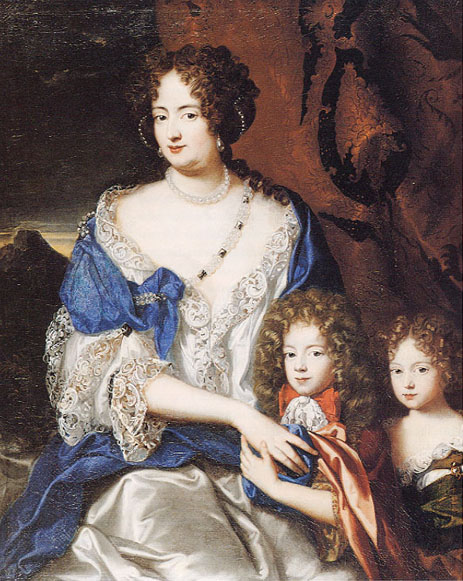
Sofia Doroteia, com o seu filho Jorge II e a filha Sofia Doroteia, por Jacques Vaillant)

O casamento de Jorge e Sofia foi infeliz. A família próxima de Jorge, principalmente a duquesa Sofia, odiava e desprezava Sofia Doroteia. A duquesa Sofia tinha encorajado o casamento quase exclusivamente por razões financeiras, como disse à sua sobrinha, Isabel Carlota, numa carta: "Cem mil taléres por ano é uma boa soma para guardar, já para não falar de uma esposa bonita, que se vai casar com o meu filho Jorge Luís, o rapaz mais cabeçudo e teimoso que alguma vez viveu, que tem uma crosta tão espessa à volta do cérebro que desafio qualquer homem ou mulher a descobrir o que há dentro dela. Ele também não está muito interessado na união, mas cem mil taléres por ano tentaram-no, tal como tentariam qualquer pessoa".
Este sentimento de desprezo também era partilhado por Jorge que tratava a esposa de forma extremamente formal. Sofia Doroteia era frequentemente chamada à atenção pela sua falta de etiqueta e os dois tinham discussões altas e furiosas. As coisas pareciam estar a melhorar após o nascimento de duas crianças, um filho chamado Jorge Augusto, nascido em 1683 e uma filha chamada Sofia Doroteia em 1688. Contudo, Jorge arranjou uma amante, Melusine von der Schulenburg, e começou a ignorar a sua esposa. Os pais de Jorge pediram-lhe que fosse mais discreto com a sua amante, temendo que um rompimento no casamento acabasse com os cem mil taléres anuais que recebiam, mas Jorge não só os ignorou como começou a tratar mal a sua esposa.

## Caso amoroso

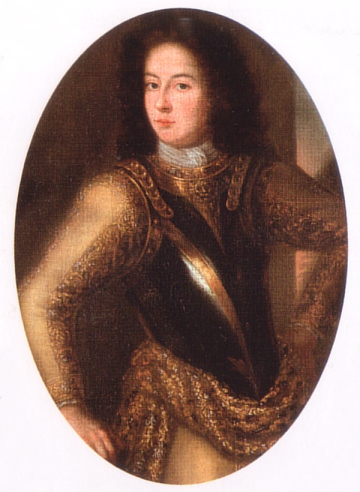
Conde Philip Christoph von Königsmarck

Foi nestas circunstâncias que Sofia Doroteia reatou a sua antiga amizade com o conde sueco Philip Christoph von Königsmarck, com quem o seu nome passou a estar para sempre associado. Os dois tinham-se conhecido em Celle, quando ela tinha dezasseis anos. Namoriscaram inocentemente e gravaram os seus nomes nos vidros das janelas do palácio com as palavras "Não me esqueças". No dia 1 de março de 1688, o conde relembrou-a da sua antiga relação e os dois renovaram-na. Os irmãos mais novos de Jorge adoravam o conde e levavam-no para o salão de Sofia todas as noites para a animar. Philip ficou em Hanôver durante dois anos, mas não existem razões para acreditar que a sua relação era mais do que platónica. Philip deixou o principado para participar numa expedição militar a Peloponnese em 1690 que acabou por ser desastrosa. Quando regressou, a sua relação com Sofia intensificou-se. Os dois começaram a trocar cartas de amor que sugeriam que a sua relação tinha sido consumada.
Em 1692, estas cartas foram mostradas ao eleitor Ernesto Augusto (sogro de Sofia) que decidiu que não queria um escândalo e enviou o conde para o exército de Hanôver para lutar contra as tropas de Luís XIV. Outros soldados tiveram permissão para visitar Hanôver durante a guerra, mas ele não. Uma noite, o conde desertou do seu posto e cavalgou durante seis dias para visitar Hanôver. No dia a seguir à sua chegada, foi visitar o marechal Heinrich e, confessando a sua desertação, implorou-lhe por uma licença para ficar em Hanôver. Esta foi concedida, embora Heinrich tivesse sugerido que seria melhor acabar com o romance ou sair do país. Ernesto Augusto acabou por exilá-lo.
Jorge criticou a sua esposa pelo caso amoroso e ela criticou-o pelo seu. A discussão escalou até ao ponto em que o príncipe a atirou ao chão e lhe começou a arrancar o cabelo, deixando-lhe a cara marcada. Foi afastado pelos seus criados.
Em 1694, o conde desapareceu (vários guardas e a condessa do Palatinado confessaram nos seus leitos de morte terem estado envolvidos na sua morte). Terá sido morto quando tentava ajudar Sofia a fugir de Hanôver. Sofia divorciou-se do seu marido, o que levou a que fosse presa no Castelo de Ahlden. Ficou lá presa até à sua morte, 30 anos depois, no dia 13 de novembro de 1726. 
A infidelidade de Sofia ao seu marido não está totalmente provada, uma vez que é possível que as cartas que levaram à acusação possam ter sido falsas. Jorge II nunca aceitou a prisão da sua mãe e essa foi uma das razões que o levou a ter um relação de ódio em relação ao seu pai.

## Morte e enterro
Sofia Doroteia adoeceu em agosto de 1726 e teve de ficar de cama, que nunca mais deixou. Antes de morrer, Sofia escreveu uma carta ao seu marido, amaldiçoando-o para além da sua morte. Morreu de uma infecção no fígado e oclusão da vesícula biliar onde tinha sessenta pedras. Sofia tinha sessenta e um anos e passou trinta e três deles presa.
Jorge não permitiu que as cortes de Londres e Hanôver ficassem de luto e ficou furioso quando soube que a corte de Berlim, liderada pela sua filha, usou preto. O corpo de Sofia foi colocado num caixão e depositado na cave do castelo. Foi transferido para Celle em segredo em maio de 1727 para ser enterrado junto dos seus pais em Stadtkirche. Jorge morreu quatro semanas depois, presumivelmente depois de receber a carta da sua falecida mulher.

## Descendência
| Nome                      | Nascimento            | Morte                 | Notas                                                            |
| ------------------------- | --------------------- | --------------------- | ---------------------------------------------------------------- |
| Jorge II da Grã-Bretanha  | 9 de novembro de 1683 | 22 de outubro de 1760 | Casou-se com Carolina de Ansbach, com descendência.              |
| Sofia Doroteia de Hanôver | 26 de março de 1687   | 28 de junho de 1757   | Casou-se com Frederico Guilherme I da Prússia, com descendência. |

## Cultura popular
O caso amoroso de Sofia inspirou o filme britânico de 1948 "Saraband for Dead Lovers", onde o papel de Sofia foi representado por Joan Greenwood.